# Love & Mercy
Love & Mercy (prt: Love & Mercy - A Força de um Génio; bra: The Beach Boys: Uma História de Sucesso) é um filme estadunidense de 2014, um drama biográfico-musical dirigido por Bill Pohlad, com roteiro de Michael Alan Lerner e Oren Moverman baseado na vida do músico Brian Wilson, cofundador da banda The Beach Boys.
A narrativa é não linear, intercalando momentos da vida de Wilson dos anos de 1960 (quando ele é interpretado por Paul Dano) e da década de 1980 (com John Cusack como o compositor). O título faz referência a uma canção homônima de Wilson, lançada em 1988.
O filme foi apresentado em uma seção especial do Festival Internacional de Cinema de Toronto de 2014.

## Elenco
- John Cusack...Brian da década 1980
- Paul Dano...Brian da década de 1960[5]
- Elizabeth Banks...Melinda Ledbetter[6]
- Paul Giamatti...Dr. Eugene Landy
- Jake Abel...Mike Love[7]
- Kenny Wormald...Dennis Wilson[7]
- Brett Davern...Carl Wilson[8]
- Graham Rogers...Al Jardine[8]
- Erin Darke...Marilyn Wilson[9]
- Bill Camp...Murry Wilson[10]
- Joanna Going...Audree Wilson
- Nick Gehlfuss...Bruce Johnston
- Mark Linett...Chuck Britz
- Johnny Sneed...Hal Blaine[11]
- Gary Griffin...Al de Lory
- Teresa Cowles...Carol Kaye[11]
- Vince Meghrouni...músico dos sopros / Músico dos metais
- Jeff Meacham...Tony Asher
- Max Schneider...Van Dyke Parks[12]
- Diana Maria Riviera...Gloria
- Tyson Ritter...Hipster #1
- Oliver Pohlad...jovem Brian
- Jonathan Slavin...Phil Spector[9]

## Sinopse
No início da década de 1960, o jovem compositor e músico Brian Wilson encontra-se no auge da carreira e do sucesso após emplacar vários discos com seu grupo The Beach Boys, da qual fazem parte com ele os irmãos Dennis e Carl, o primo Mike Love e o amigo Al Jardine. Após um ataque de pânico durante uma viagem de avião, Brian convence seus companheiros a que o deixem ficar em casa compondo, enquanto partem para uma excursão ao Japão, levando como substituto Bruce Johnston. Vivendo uma competição particular com os Beatles que lançaram o disco inovador Rubber Soul, Brian se compromete a elaborar o "maior disco que já foi feito", Pet Sounds. Ele chama vários músicos de estúdio e em exaustivas seções de gravação, consegue reunir os sons que ele ouve em sua cabeça. Paralelamente a essa narrativa, Brian aparece na década de 1980, como um homem de meia-idade confuso e doente, abandonado pela família e sob o controle médico e legal do abusivo psicólogo Dr. Eugene Landy. Nesse momento, Brian conhece a vendedora de automóveis de luxo Melinda Ledbetter e os dois iniciam um relacionamento amoroso, quando a mulher percebe os danos causados em Brian pela terapia e manipulação psicológica de Landy e resolve ajudá-lo a se livrar dessa condição.

## Produção

### Pré-produção
Uma adaptação cinematográfica da vida de Wilson, com o título Love & Mercy, foi primeiro proposta em 1988, com William Hurt como o músico e Richard Dreyfuss como Landy. O título era de uma canção do então último disco de Wilson, "Love and Mercy" (1988), que aparece na faixa de abertura do disco de estreia solo dele chamado Brian Wilson. Enquanto o projeto estagnava, os Beach Boys foram o tema de dois filmes para a televisão: Summer Dreams: The Story of The Beach Boys (1990) e The Beach Boys: An American Family (2000). Ambas as produções foram ridicularizadas pela falta de precisão histórica Pohlad disse que não queria ser "afetado" pelos outros filmes e evitou assisti-los. Rolling Stone noticiou em 1999 que Melinda esperava que Jeff Bridges estrelasse a biografia. Em 2006, o projeto foi brevemente revisado, e era para ser dado aos produtores Mark Gordon, Lawrence Inglee, Jordan Wynn e David Leaf. Mas nada mais foi divulgado.

(Tradução livre)Eu não tinha interesse em fazer uma biografia. … O que me fascinava era mirar para os diferentes momentos de sua vida, como aquele período supercriativo que ele fazia Pet Sounds e a última parte quando ele foi resgatado. … Você não tem que saber de música aqui do mesmo jeito que você não tinha que conhecer matemática em A Beautiful Mind … O que nós queremos é deixar você experimentar a história de uma maneira pessoal.

—Bill Pohlad, junho de 2011
O produtor Bill Pohlad era obcecado pelas seções de gravação de "Pet Sounds" inclusas na caixa de CD's de 1997 e interessou-se pela vida de Brian Wilson enquanto os produtores John Wells e Claire Rudnick Polstein tentavam fazer o filme dos Beach Boys. Love & Mercy foi o segundo longa-metragem dirigido por Pohlad – décadas do anterior - e financiado com seu próprio dinheiro. Após o filme ser oficialmente anunciado em 23 de junho de 2011, as informações permaneceram escassas até o lançamento, em setembro de 2014.

#### Roteiro

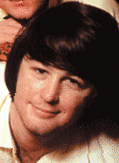
Brian Wilson em 1966

Pohlad achou o roteiro original que recebera (com o título Heroes and Villains, de uma canção dos Beach Boys) insatisfatório, chamando então o diretor-roteirista Oren Moverman, que alcançara êxito com a biografia impressionista de Bob Dylan intitulada I'm Not There (2007) que Pohlad acreditava ser um "esforço admirável ... [mas] que foi muito longe". Pohlad declarou que Love & Mercy despertara interesse significativo de "muitas pessoas grandes de todas as partes do negócio...Mas todos honestamente eram tão fãs dos Beach Boys que ficaram perto demais. Não conseguiam ver a floresta além das árvores". No início, Pohlad iria produzir e Moverman seria o diretor. Mas Moverman achou que Pohlad tinha uma visão clara de como o filme deveria ser e sugeriu que ele mesmo dirigisse.
Apesar de ter uma história convencional, em junho de 2011 a biografia foi noticiada como concentrada em elementos específicos da vida de Wilson. Nesse estágio, Pohlad considerou focar em três eras a vida de Wilson ao invés de duas: "Haveria o Brian passado, que fora o Brian da década de 1960. O Brian presente, que era o cara na cama. E o Brian futuro, a Era John Cusack. E entrelaçando o que nós mostraríamos, sem ter que contar tudo". Philip Seymour Hoffman foi considerado para o projeto do papel "Brian–Presente". Quando Moverman perguntou sobre a abordagem não-tradicional das histórias de músicos, ele respondeu:
Citação: Você pode ser mais aventureiro com a estrutura do filme pois músicos criam estruturas, personalidades e personagens, porque são artistas... Você não está apenas tentando contar uma história, você está também tentando criar o equivalente cinematográfico da música do homem. Mesma coisa com Brian. Você ouve a música, você percebe o quanto era aventurosa e experimental, e então você pergunta a si mesmo:Como fazer para contar a história daquele mesmo jeito? Podemos criar mudanças de acordes estranhos na estrutura cinematográfica do filme? Nós podemos nos mover entre coisas que não são supostamente feitas para trabalharem juntas e fazer que funcionem em harmonia?
Em novembro de 2011, Wilson afirmou que não sabia quando o filme seria feito, e atualmente estava "tentando pegar o roteiro para verificar a acurácia". Apesar de Wilson ser consultado sobre o filme, Ledbetter era a mais envolvida nas comunicações. Wilson mais tarde esclareceu: "Eu não tinha controle ou envolvimento no filme, mas minha esposa sim. Ela fez com que eles escolhessem o elenco direito você sabe daí eles puderam capturar minha personalidade e as gravações e coisas como isto". Foi noticiado que Wilson ofereceu algumas notas de edição após participar de uma mesa de leitura e após assistir uma cópia preliminar do filme por iniciativa própria. Pohlad explicou o propósito da mesa de leitura: "[Isto foi] para que ficasse claro o que estávamos fazendo. Ele sentou ali e eu não sabia se estava perdido ou se ainda estava com a gente. Mas depois, ele chamou com algumas notas. Não muitas, umas três ou quatro, mas comentários importantes". Pohlad disse ainda:"Eles [Ledbetter e Wilson] nunca ficaram em cima de nós dizendo - 'Não faça isto' ou 'Eu sou mais engraçado que isto".. [Suas notas] foram todas direcionadas para - não queriam coisas de ego e sim como a coisa funcionava...apenas nos manter no caminho certo ao invés de dizer "nos faça parecer melhores" ou coisas do tipo". O veterano colaborador de Wilson Van Dyke Parks disse que não se envolvera no filme. Em 8 de fevereiro de 2012, Moverman anunciou que terminara o roteiro.

## Prêmios e indicações
| List of Accolades                             | List of Accolades             | List of Accolades                                | List of Accolades | List of Accolades | List of Accolades |
| Prêmio                                        | Categoria                     | Agraciado                                        | Resultado         | Ref(s)            |                   |
| --------------------------------------------- | ----------------------------- | ------------------------------------------------ | ----------------- | ----------------- | ----------------- |
| Globo de Ouro                                 | Melhor ator coadjuvante       | Paul Dano                                        | Indicado          | [ 30 ]            |                   |
| Globo de Ouro                                 | Melhor canção original        | Brian Wilson, Scott Bennett ("One Kind of Love") | Indicado          | [ 30 ]            |                   |
| Gotham Independent Film Awards                | Melhor ator                   | Paul Dano                                        | Venceu            | [ 31 ]            |                   |
| Gotham Independent Film Awards                | Melhor roteiro                | Oren Moverman e Michael Alan Lerner              | Indicado          | [ 31 ]            |                   |
| Independent Spirit Awards                     | Melhor coadjuvante            | Paul Dano                                        | Indicado          | [ 32 ]            |                   |
| Nashville Film Festival                       | Melhor canção Original        | Brian Wilson, Scott Bennett ("One Kind of Love") | Venceu            | [ 33 ]            |                   |
| San Diego Film Critics Society                | Melhor coadjuvante            | Paul Dano                                        | Indicado          | [ 34 ]            |                   |
| San Diego Film Critics Society                | Melhor uso da música em filme | Atticus Ross                                     |                   | [ 34 ]            |                   |
| San Francisco Film Critics Circle             | Melhor filme                  |                                                  | Indicado          | [ 35 ]            |                   |
| San Francisco Film Critics Circle             | Melhor ator                   | Paul Dano                                        | Venceu            | [ 35 ]            |                   |
| San Francisco Film Critics Circle             | Melhor coadjuvante            | Paul Dano                                        | Indicado          | [ 35 ]            |                   |
| San Francisco Film Critics Circle             | Melhor atriz                  | Elizabeth Banks                                  |                   | [ 35 ]            |                   |
| San Francisco Film Critics Circle             | Melhor roteiro original       | Michael Alan Lerner e Oren Moverman              | Venceu            | [ 35 ]            |                   |
| San Francisco Film Critics Circle             | Melhor edição                 | Dino Jonsater                                    |                   | [ 35 ]            |                   |
| Satellite Awards                              | Melhor ator                   | Paul Dano                                        | Indicado          | [ 36 ]            |                   |
| Satellite Awards                              | Melhor atriz                  | Elizabeth Banks                                  | Indicado          | [ 36 ]            |                   |
| Satellite Awards                              | Melhor roteiro original       | Michael Alan Lerner e Oren Moverman              | Indicado          | [ 36 ]            |                   |
| Satellite Awards                              | Melhor canção original        | Brian Wilson, Scott Bennett ("One Kind of Love") | Indicado          | [ 36 ]            |                   |
| Washington D.C. Area Film Critics Association | Melhor ator coadjuvante       | Paul Dano                                        | Indicado          |                   |                   |